# Jules-Jacques Van Ysendyck
Jules-Jacques Van Ysendyck, né à Paris le 17 octobre 1836 et mort à Uccle (Bruxelles) le 17 mars 1901, est un architecte belge. Il est le plus prolifique propagandiste du style néo-Renaissance flamande, inspiré des constructions de style Renaissance dans les Pays-Bas espagnols et qui était proposé à l'époque comme le style national belge par excellence.

## Éléments biographiques
Après une initiation au dessin à l'Académie des beaux-arts de Mons, dirigée à l'époque par son père, Antoine Van Ysendyck, peintre renommé, Jules-Jacques suit les cours des architectes Tilman-François Suys et Auguste Payen à l'académie de Bruxelles. Récompensé par un deuxième prix, il est invité à suivre des cours à l'école des beaux-arts de Paris et entre, quasi simultanément, dans l'atelier de Jean-Pierre Cluysenaar.

## Restaurateur d'église
Jules-Jacques Van Ysendyck se découvre très tôt un intérêt pour les monuments du Moyen Âge. C’est à ce titre qu’il suit une formation d’élève-architecte à la Commission royale des monuments et des sites.

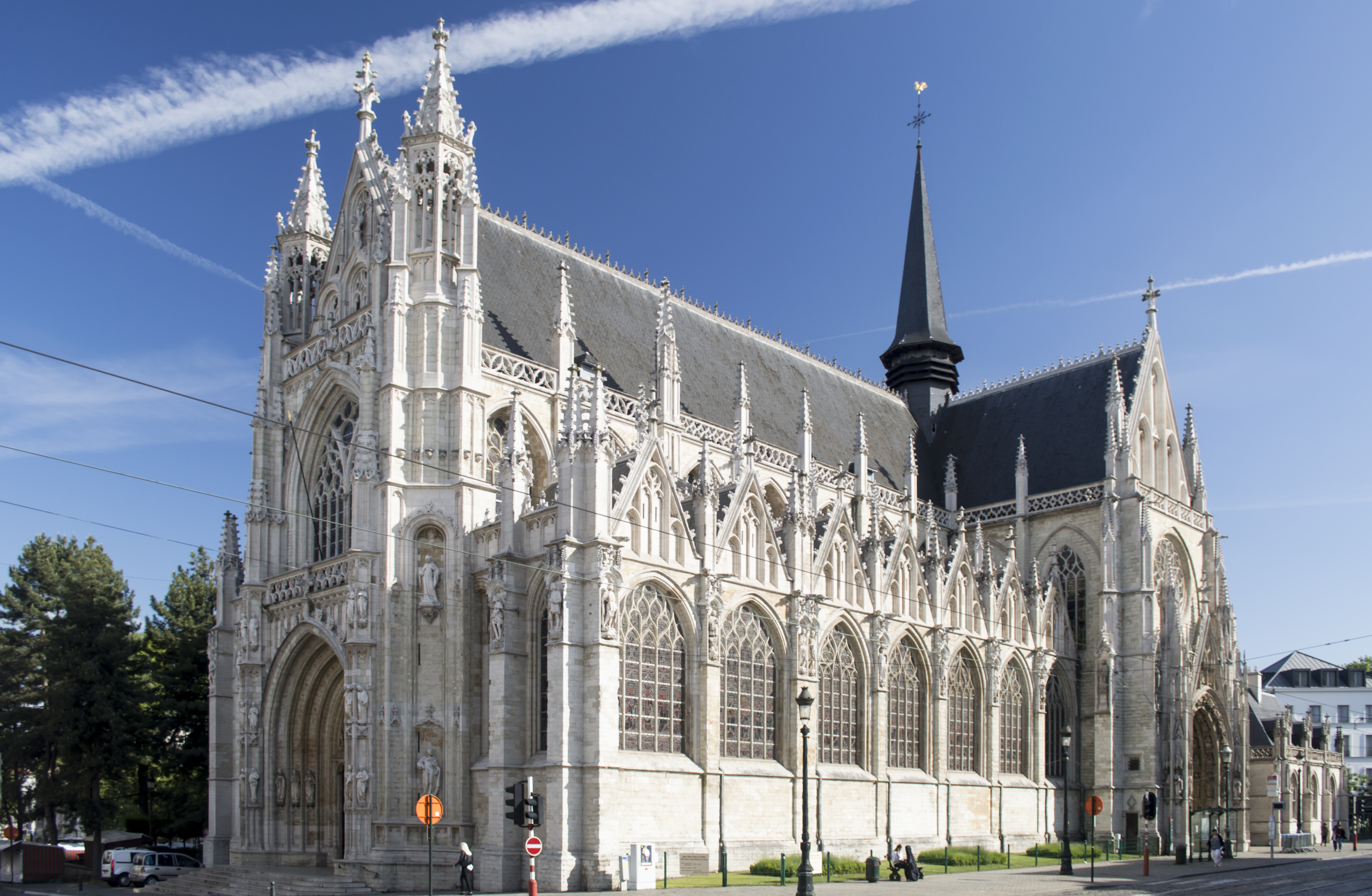
Église Notre-Dame du Sablon

Disciple de Eugène-Emmanuel Viollet-le-Duc, restaurateur et théoricien du néo-gothique influent, il prône le retour au style original du monument, quitte à imaginer ce qui est inachevé ou mal documenté pour restaurer son unité : « Restaurer un édifice, ce n’est pas l’entretenir, le réparer ou le refaire, c’est le rétablir dans un état complet qui peut n’avoir jamais existé à un moment donné. »
C’est dans cette optique qu’il intervient sur de multiples édifices religieux du pays pendant la première partie de sa longue et fructueuse carrière. D’Ypres à Tournai, de Namur à Poperinghe, d’Alsemberg à Grimbergen, ses interventions sont nombreuses et visibles. À Bruxelles, il consacre vingt années à l’embellissement de la collégiale Saints-Pierre-et-Guidon d’Anderlecht et accepte la succession d’Auguste Schoy pour achever la restauration de l’église Notre-Dame des Victoires du Sablon.
- Grimbergen, Basilique Saint-Servais : restauration de la coupole
- Namur, Église Notre-Dame (1865)
- Ypres, Collégiale Saint-Martin (1867-1868)
- Ypres, Église Saint-Pierre (1861-1870)
- Liège, Hôtel de Renesse, place Xavier-Neuejan (1874)[2]
- Anderlecht, Collégiale Saints-Pierre-et-Guidon, (1879-1898)
- Ixelles, Église de la Sainte-Trinité, après démontage de la façade de l'église des Augustins à l'emplacement de la place de Brouckère à Bruxelles (1892-1893)
- Bruxelles, Église Notre-Dame des Victoires du Sablon, (1889-1901, succession Auguste Schoy)
- Église Sainte-Gertrude de Ternat (1892-1896)[3],[4]
- Tournai, Église Saint-Quentin
- Poperinge, Église Saint-Jean
- Alsemberg, Église Notre-Dame
- Saint-Josse-ten-Noode, Église Saint-Josse
- Jemappes, Église Saint-Martin (1863)
- Dinant, Collégiale Notre-Dame : une partie de la façade occidentale et quelques opérations ponctuelles (1865-1874 env.)

## Découvreur et propagandiste du style Renaissance flamande

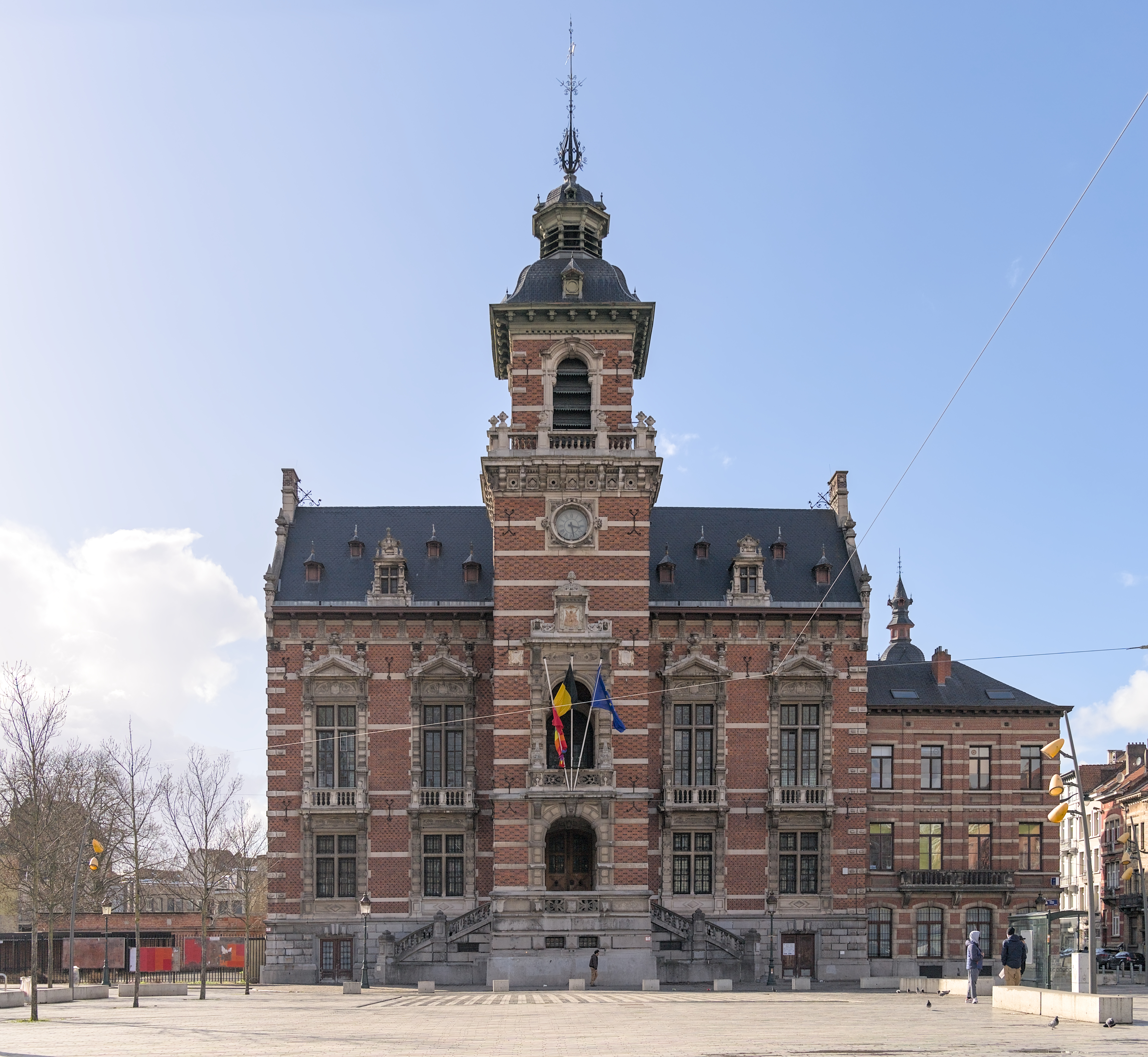
La maison communale d'Anderlecht, achevée en 1879.

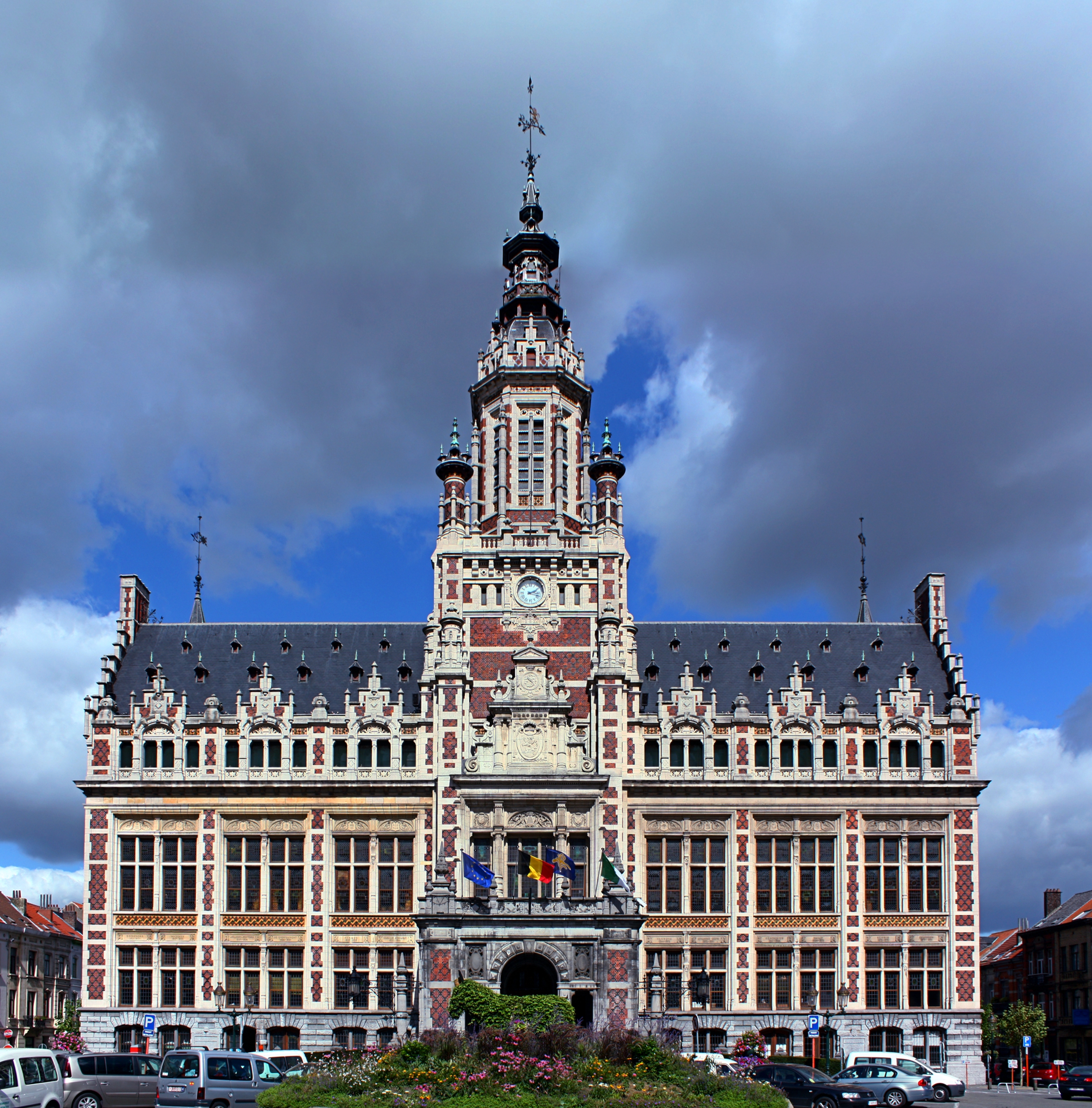
Hôtel communal de Schaerbeek

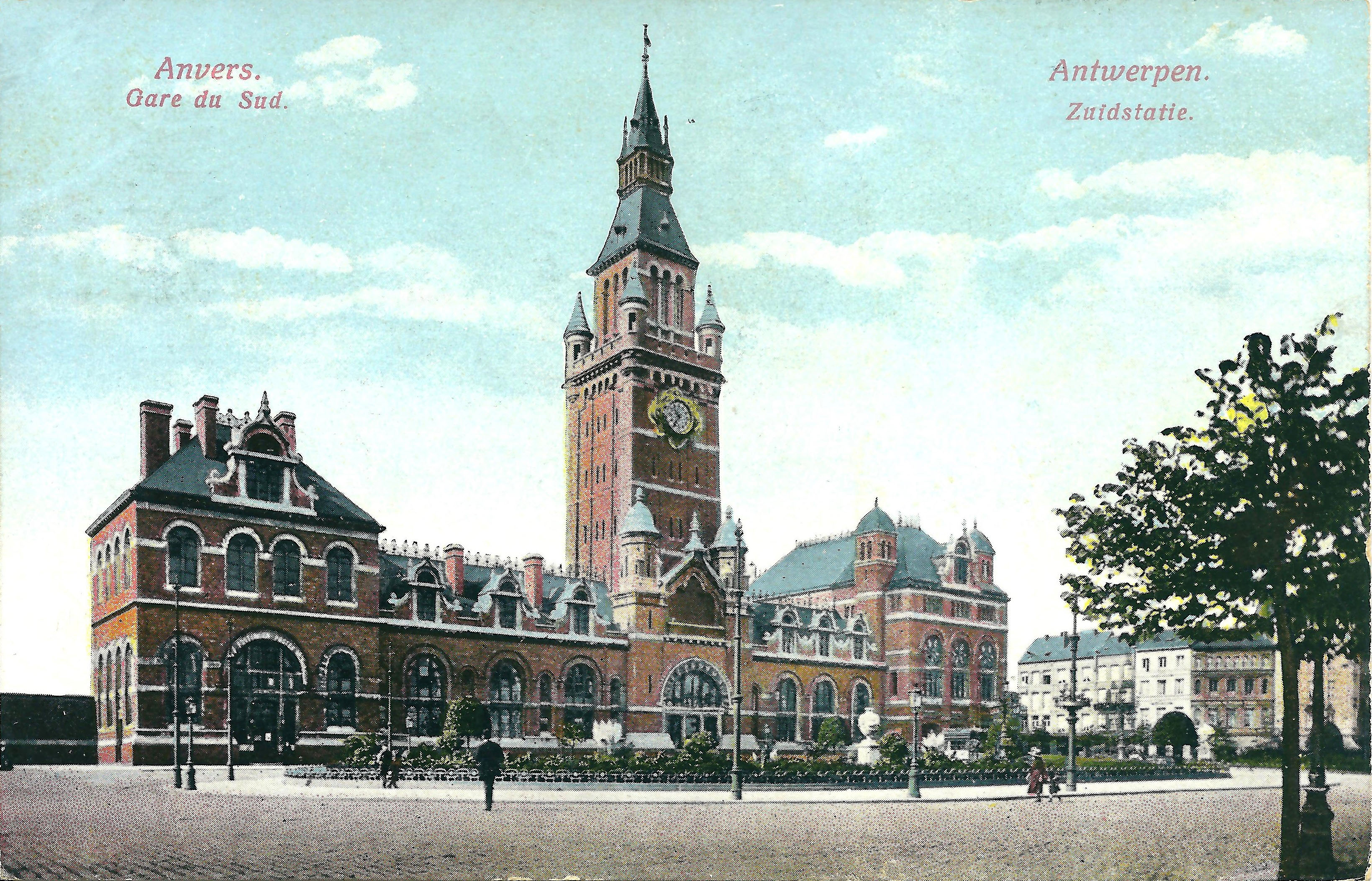
Gare d'Anvers-Sud

Avec Henri Beyaert et Charles-Émile Janlet, Van Ysendyck promeut un style « national » propre à glorifier l’indépendance du jeune État belge et inspiré des styles de la Renaissance dans les Pays-Bas espagnols. 
Son recueil de 725 planches d’exemples historiques concernant l’architecture, les arts industriels et la décoration intérieure dans les Pays-Bas entre le Xe siècle et le XVIIIe siècle - Documents classés dans l'art des Pays-Bas du Xe siècle au XVIIIe siècle - contribue de manière décisive à la connaissance et à la renaissance de ce style dans nos régions.  Joignant la pratique à la théorie, il dessine les plans des maisons communales d’Anderlecht, Jette et Schaerbeek pour lesquels il s'inspire des silhouettes des hôtels de ville de Bruxelles, Louvain, Furnes et Audenarde. Beffroi, lucarnes à pignons, tourelles, chaînage d’angle, parement de façades en briques et en pierre, tout le langage typique de la néorenaissance flamande est ici condensé.
- Maison Van den Corput - Bruxelles, chaussée de Waterloo (lisière du bois de la Cambre) (1875)
- Maison communale - Anderlecht (1875-1879)
- Maison communale - Schaerbeek (1884-1889 ; reconstruit après incendie en 1911 par son fils Maurice Van Ysendyck)
- Lycée Émile Jacqmain (ancien institut de physiologie) (Bruxelles)
- Hôtel du Conseil de Jette (ancienne maison communale de Jette, place Cardinal Mercier, 1901)
- Gemeentelijke kleuterschool Wayez (école communale, rue Wayez) (Anderlecht)
- Gare d'Anvers-Sud, Anvers, Place Simon Bolivar (1894-1903) (après la mort de Jules-Jacques Van Ysendyck, le bâtiment fut achevé par son fils: Maurice) (gare démolie en automne 1965).

## Aux marges de l'art nouveau
Pour répondre à ses détracteurs qui ne voient en lui qu’un archiviste méticuleux du passé, Van Ysendyck se lance, à la fin de sa carrière, dans la conception d'un certain nombre d'édifices publics comme les écoles, les casernes, les marchés couverts et les gares où il adopte un style moderne rationaliste, proche de l'art nouveau. Sous l'impulsion de l'industriel Ernest Solvay et du médecin Paul Héger, professeur à l'Université libre de Bruxelles, il s’associe à l’ingénieur Léon Gérard pour construire la partie du programme de la cité scientifique du parc Léopold de Bruxelles consacrée à l’art de guérir.  
- Maisons à Ostende et Middelkerke
- Marché couvert - Saint-Josse-ten-Noode (1877, démoli)
- Maison communale - Ternat (1871-1875)
- Institut d'Anatomie - Bruxelles, parc Léopold (1900-1903)
- Institut d'Hygiène - Bruxelles, parc Léopold (1892-1894, démoli)
- Institut de Physiologie - Bruxelles, parc Léopold (1892-1894)
- Caserne des Grenadiers - Bruxelles, rue des Petits Carmes (1901-1905, achevée par Maurice Van Ysendyck)

## Commémorations
- La rue Rue Van Ysendyck à Schaerbeek a été nommée en son honneur.

## Distinction
- Chevalier de l'ordre de Léopold (4 mai 1881)[5].